# إلين ستوفان
إلين رينيه ستوفان (بالإنجليزية: Ellen R. Stofan) (ولدت 24 فبراير 1961) من كبار علماء وكالة ناسا الفضائية وعملت كمستشار أساسي لمدير الوكالة تشارلز بولدين في البرامج العلمية، التخطيط والاستثمارات. شغلت قبل ذلك منصب نائب رئيس أبحاث بروكسمي في لايتونسفيل، ماريلاند. كما عملت كأستاذ فخري في قسم علوم الأرض في كلية لندن الجامعية.
استقالت إلين من ناسا في ديسمبر 2016.

## السيرة الذاتية

### النشأة والتعليم
إلين ستوفان هي ابنة مهندس الصواريخ أندرو ستوفان، الذي شغل العديد من المناصب في وكالة ناسا مثل مدير مركز أبحاث لويس والمدير المساعد لمكتب وكالة الفضاء ناسا.
حصلت إلين على بكالوريوس العلوم في الجيولوجيا من كلية وليام وماري في عام 1983، لتلحق بعد ذلك بجامعة براون للحصول على درجتي الماجستير والدكتوراه. حصلت على درجة الدكتوراه في عام 1989 بعد مناقشة رسالتها التي كانت بعنوان «جيولوجيا التركيبات القبلية والكورونية على الزهرة ونماذج أصلها».

### الحياة العملية
تخصصت أبحاث ستوفان على جيولوجيا الكواكب ككوكب الزهرة، المريخ، تيتان قمر زحل وكوكب الأرض. عملت كعضو منتسب في بعثة كاسيني-هويجنز إلى فريق ساتورن رادار كما شاركت في العديد من مهمات إستكشاف المريخ كبعثة مارس إكسبريس، حيث كانت هي الأعضاء الرئيسين في تيتان ماري إكسبلورر، مهمة مقترحة لإرسال مركبة هبوط عائمة إلى تيتان قمر كوكب زحل.
من عام 1991 وحتى عام 2000، شغلت العديد من المناصب العليا في مختبر الدفع النفاث التابع لوكالة ناسا في باسادينا، كاليفورنيا. منصب كبير علماء برنامج الألفية الجديدة التابع لناسا أيضا. نائب عالم في بعثة ماجلان إلى كوكب الزهرة، عالم تجارب في رادار التصوير الفضائي المحمول في الفضاء (SIR-C)، أداة قدمت صورًا رادارية للأرض في رحلتين لمكوكين فضاء في عام 1994.
لستوفان العديد من الكتب، الأبحاث والأوراق العملية المنشورة في المجتمع العلمي. كما ترأست العديد من اللجان مثل مجلس الأبحاث الوطني للكواكب الداخلية ومجموعة تحليل واستكشاف كوكب الزهرة.

## الجوائز والتكريمات
حصلت إلين على العديد من الجوائز لعل من أشهرها هي جائزة المهنة الرئاسية المبكرة للعلماء والمهندسين (PECASE).

## المنشورات
- Stofan, Ellen؛ Cravens, Thomas E.؛ Esposito, Larry W.، المحررون (2007). Exploring Venus as a Terrestrial Planet. الاتحاد الجيوفيزيائي الأمريكي.
- Stofan، Ellen؛ Jones, Tom (2008). Planetology: Unlocking the Secrets of the Solar System. منظمة ناشيونال جيوغرافيك. ISBN:978-1-4262-0121-9.

## وصلات خارجية
- William & Mary News & Events: Alumna Ellen Stofan ’83 to be NASA’s chief scientist
- SpaceNews Profile: Ellen Stofan, NASA Chief Scientist
- برنامج الألفية الجديدة

فيديوهات
- نبذة عن حياة إلين ستوفان- على اليوتيوب.
- هل نحن بمفردنا؟- إلين ستوفان- مؤتمر تيد- على اليوتيوب.
- محاضرة إلين ستوفان- البحث عن حياة خارج كوكب الأرض- على اليوتيوب.